# Colletia
Genre
Colletia est un genre de plantes à fleurs de la famille des Rhamnaceae.

## Liste d'espèces
Selon BioLib (28 décembre 2018) :

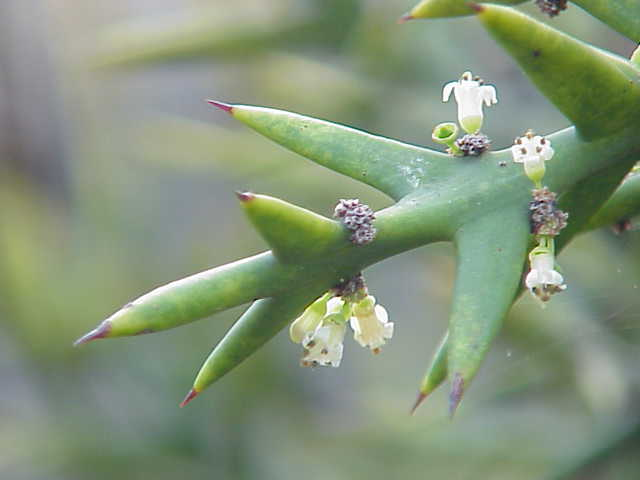
Colletia spinosissima.

- Colletia exserta Klotzsch ex Reissek
- Colletia paradoxa (Spreng.) Escalente
- Colletia spinosissima J.F. Gmel.

Selon Catalogue of Life (28 décembre 2018) et The Plant List (28 décembre 2018) :
- Colletia hystrix Clos
- Colletia paradoxa (Spreng.) Escal.
- Colletia spartioides Bertero ex Colla
- Colletia spinosissima J.F.Gmel.
- Colletia ulicina Gillies & Hook.

Selon GRIN (28 décembre 2018) :
- Colletia paradoxa (Spreng.) Escal.
- Colletia spinosissima J. F. Gmel.

Selon ITIS (28 décembre 2018) :
- Colletia spinosissima J.F. Gmel.

Selon NCBI (28 décembre 2018) :
- Colletia armata Miers
- Colletia hystrix Clos
- Colletia paradoxa Colletia cruciata Gillies & Hook.
- Colletia spinosissima Colletia spinosa Lam., nom. superfl.
- Colletia ulicina Gillies & Hook.

Selon Tropicos (28 décembre 2018) (Attention liste brute contenant possiblement des synonymes) :
- Colletia aciculata Miers
- Colletia armata Miers
- Colletia articulata Phil.
- Colletia assimilis N.E. Br.
- Colletia atrox Miers
- Colletia bictanensis Lindl.
- Colletia bictoensis Lindl.
- Colletia brevispina Phil.
- Colletia cataphracta Miers
- Colletia chacaye G. Don
- Colletia crenata Clos
- Colletia cruciata Gillies & Hook.
- Colletia cunninghamii Fenzl
- Colletia discolor Hook.
- Colletia disperma DC.
- Colletia doniana Clos
- Colletia dumosa Miers
- Colletia ephedra Vent.
- Colletia exserta Klotzsch ex Reissek
- Colletia ferox Gillies & Hook.
- Colletia foliosa Rusby
- Colletia horrida Willd.
- Colletia hystrix Clos
- Colletia infausta N.E. Br.
- Colletia infesta Brongn.
- Colletia insidiosa Reissek
- Colletia intricata Miers
- Colletia invicta Miers
- Colletia kunthiana Miers
- Colletia longispina Hook. & Arn.
- Colletia maytenoides Griseb.
- Colletia montana Phil.
- Colletia multiflora DC.
- Colletia nana Clos
- Colletia nivalis Phil.
- Colletia obcordata Vent.
- Colletia paradoxa (Spreng.) Escal.
- Colletia polyacantha Humb. & Bonpl. ex Roem. & Schult.
- Colletia pubescens Brongn.
- Colletia pungens Miers
- Colletia serratifolia Vent.
- Colletia spartioides Bert. ex Savi
- Colletia spicata Humb. & Bonpl. ex Willd.
- Colletia spinosissima J.F. Gmel.
- Colletia stipellacea Phil.
- Colletia tenuicola Miers
- Colletia tetragona Brougnart
- Colletia tetrandra Clos
- Colletia tomentosa Phil.
- Colletia trifurcata N.E. Br.
- Colletia ulicina Gillies & Hook.
- Colletia valdiviana Phil.
- Colletia veprecula Miers
- Colletia weddelliana Miers